# Petruskirche (Steinhude)

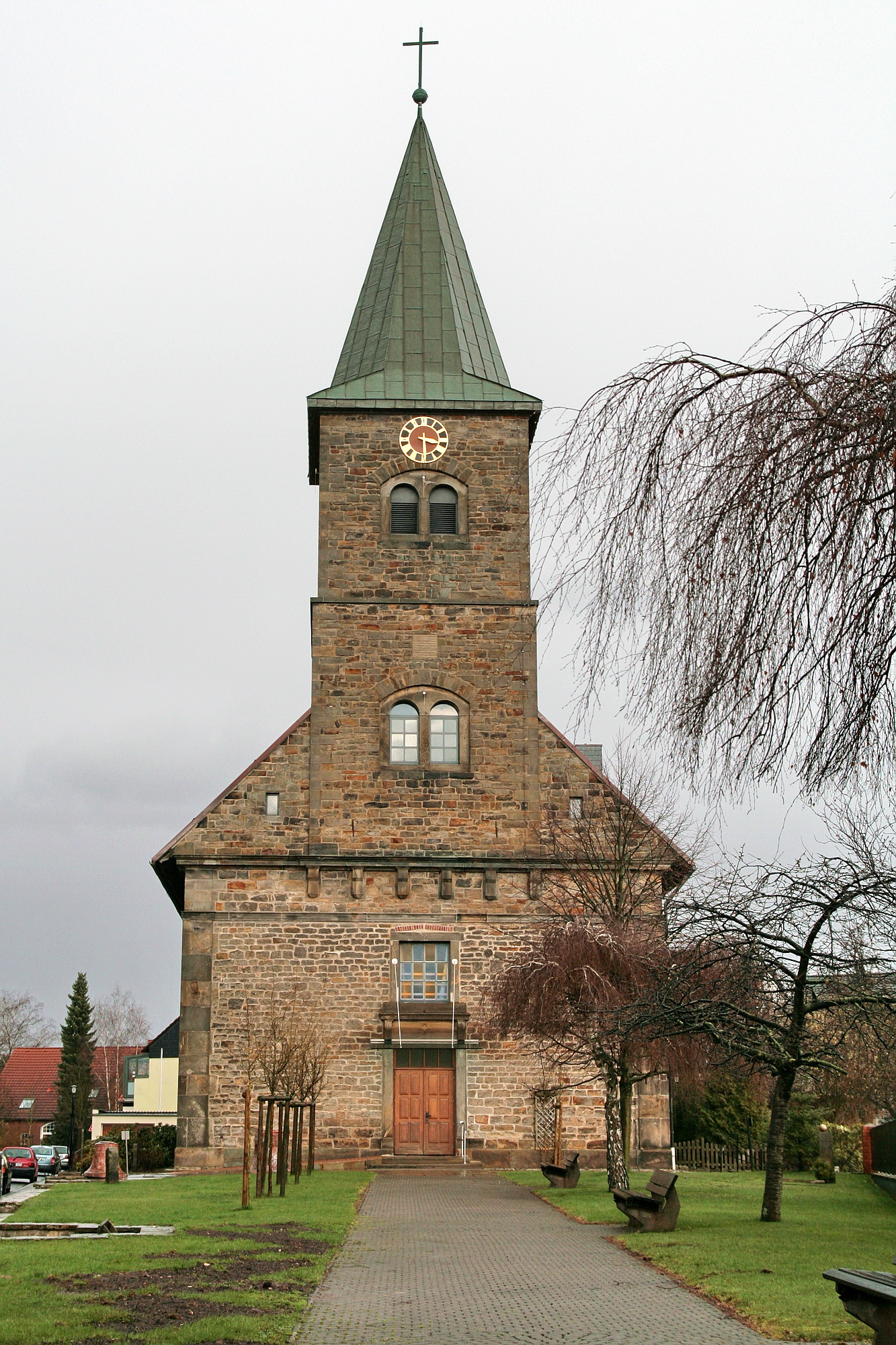
Petruskirche

Die evangelisch-lutherische Petruskirche steht in Steinhude, einer Ortschaft von Wunstorf in der Region Hannover von Niedersachsen. Die Kirchengemeinde gehört zur Evangelisch-Lutherischen Landeskirche Schaumburg-Lippe.

## Beschreibung
Der Grundstein der im klassizistischen Baustil gebauten Saalkirche aus Natursteinmauerwerk wurde 1804 gelegt. Durch Geldmangel bedingt wurde die Kirche nach längeren Baupausen erst 1854 fertig. Das Kirchenschiff, das nur einfache rechteckige Fenster hat, ist mit einem Satteldach bedeckt, aus dem sich im Westen ein quadratischer Dachturm erhebt, der die Fassade prägt. Das oberste Geschoss des Turms beherbergt die Turmuhr und den Glockenstuhl. Die Zifferblätter zeigen in alle Himmelsrichtungen. Die Klangarkaden sind als Biforien gestaltet. Bedeckt ist der Turm mit einem Helm, der von einem quadratischen Ansatz in eine achteckige Spitze übergeht. Der Innenraum des Kirchenschiffs ist mit einem Tonnengewölbe überspannt. Das Bogenfenster hinter dem Altar stellt die Geschichte vom Fischfang des Petrus dar. Von der klassizistischen Kirchenausstattung sind nur Reste erhalten. Das Kruzifix, die Statue des Johannes hinter dem Taufbecken und die Statuetten an der Kanzel sind zeitgenössische Kunst. Ältestes Ausstattungsstück ist der Opferstock aus dem Jahre 1614.

## Orgel

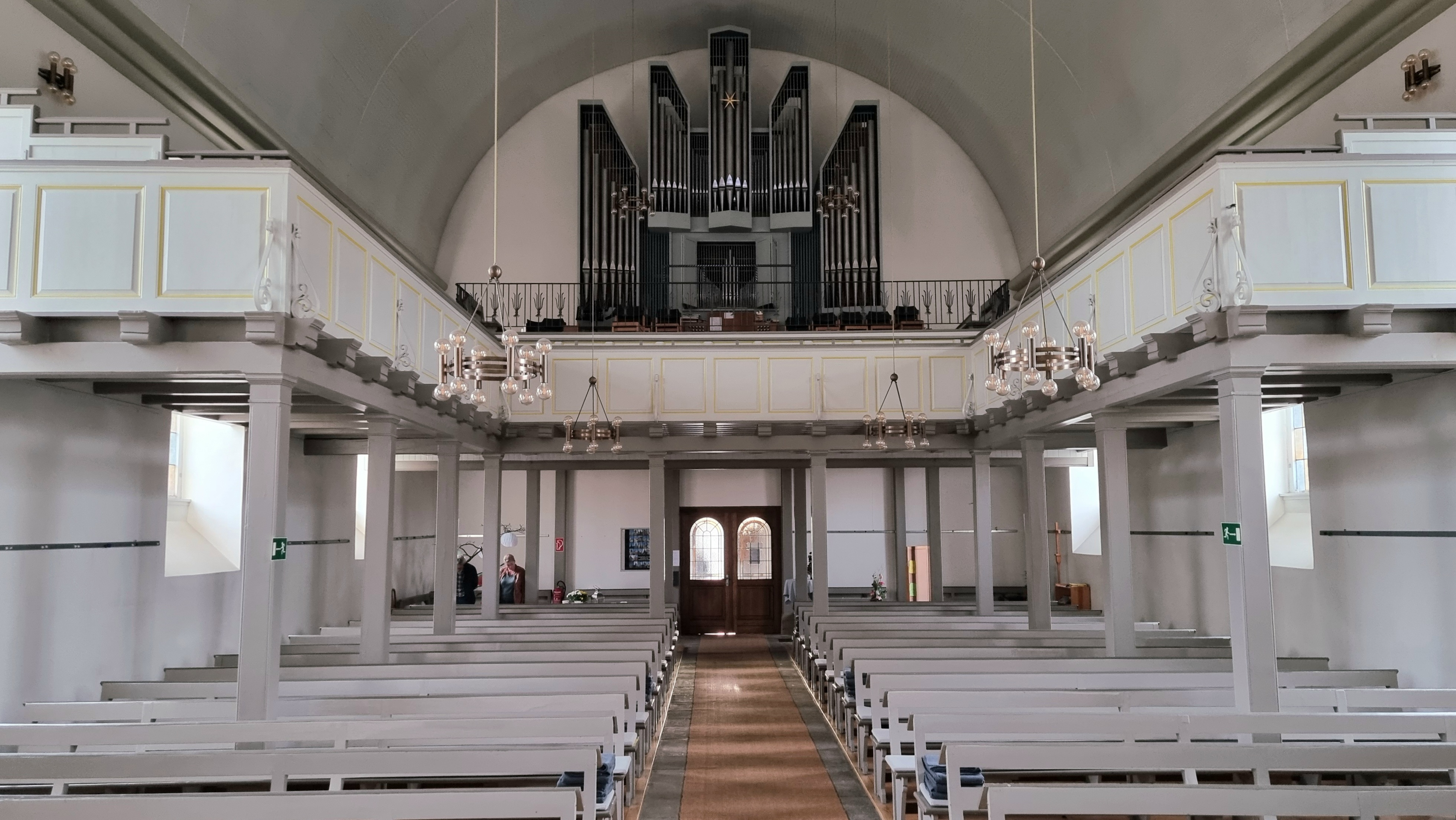
Kirchenraum mit Orgel

Eine Orgel mit 18 Registern, 2 Manualen und einem Pedal wurde 1859 von Heinrich Schaper gebaut. 1934 und 1966 fanden Reparaturen der Orgel durch P. Furtwängler & Hammer statt. 1978–1979 wurde sie durch einen Neubau von Gustav Steinmann ersetzt. Von November 2009 bis Juli 2010 wurde sie von Jörg Bente renoviert und durch die Erweiterung mit 3 Registern völlig neu intoniert. Die Disposition der Orgel von 1859 lautete:
| I Hauptwerk |       |
| Prinzipal   | 8‘    |
| Bordun      | 16‘   |
| Doppelflöte | 8‘    |
| Gemshorn    | 8‘    |
| Octave      | 4‘    |
| Spitzflöte  | 4‘    |
| Quinte      | 2 ⁄3′ |
| Mixtur III  | 2‘    |

| II Oberwerk |    |
| Gedact      | 8‘ |
| Gamba       | 8‘ |
| Flöte       | 4‘ |
| Octave      | 2‘ |

| Pedal     |        |
| Subbass   | 16‘    |
| Violon    | 16‘    |
| Principal | 8‘     |
| Bordun    | 8‘     |
| Quinta    | 5 1⁄3′ |
| Octave    | 4‘     |

Die heutige Disposition lautet:
| I Hauptwerk C–g3 |       |      |
| Prinzipal        | 8‘    | St   |
| Flöte            | 8‘    | S/St |
| Oktave           | 4‘    | S    |
| Rohrflöte        | 4‘    | S/B  |
| Quinte           | 2 ⁄3′ | S    |
| Oktave           | 2‘    | S    |
| Mixtur IV        | St    |      |
| Trompete         | 8‘    | St   |
| Zimbelstern      | St    |      |

| II Brustwerk C–g3 |      |      |
| Gedackt           | 8‘   | St   |
| Viola da Gamba    | 8‘   | B    |
| Prinzipal         | 4‘   | St   |
| Spitzflöte        | 4‘   | S    |
| Sesquialtera II   | S/St |      |
| Waldflöte         | 2‘   | S    |
| Pickelflöte       | 1‘   | St/B |
| Tremulant         | St   |      |

| Pedal C–f1 |     |    |
| Subbass    | 8‘  | St |
| Principal  | 8‘  | St |
| Gedackt    | 8‘  | St |
| Octave     | 4‘  | St |
| Posaune    | 16‘ | B  |
| Trompete   | 8‘  | St |

- Koppeln: II/I, I/P, II/P

Anmerkungen:
S = Schaper
St = Steinmann
B = Bente